# Instytut Cervantesa w Krakowie

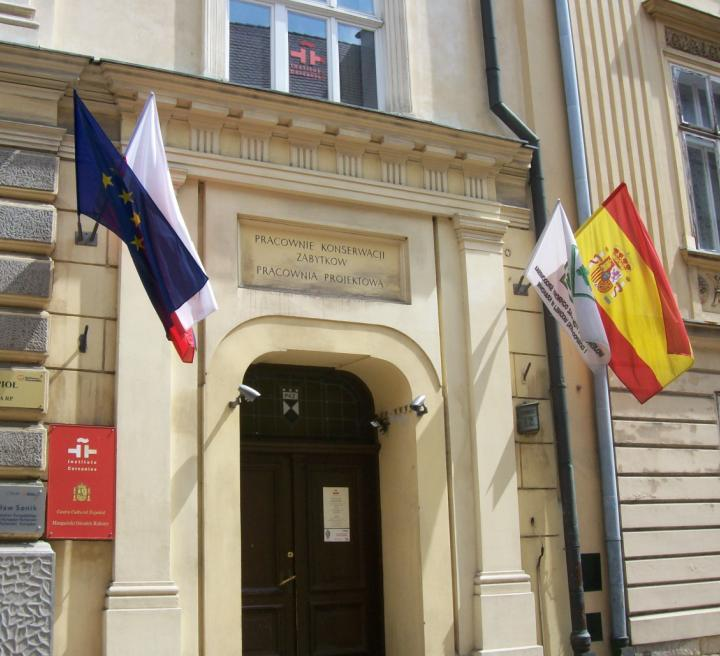
siedziba instytutu Cervantesa w Krakowie przy ul. Kanoniczej

Instytut Cervantesa w Krakowie (Instituto Cervantes de Cracovia) – powstała w 2004 placówka organizacji promocji kultury hiszpańskiej. Organizacyjnie wchodzi w skład komórek Ambasady Hiszpanii w Polsce.
Instytut posiada Bibliotekę.

## Siedziba
Instytut mieści się w zabytkowej kamienicy Malarnia przy ul. Kanoniczej 12.